# Downbound Train
"Downbound Train" – piosenka Bruce’a Springsteena, pochodząca z jego wydanego w 1984 roku albumu Born in the U.S.A.. W przeciwieństwie do większości utworów na płycie ten ma ton melancholijny, mówi o utracie stałej pracy i ukochanej dziewczyny.
Piosenka została zarejestrowana w 1982 roku w nowojorskim Avatar Studios w trakcie jednej z pierwszych sesji nagraniowych Born in the U.S.A. Podobnie jak kilka innych utworów z albumu, akustyczna wersja "Downbound Train" pierwotnie miała być wydana na wcześniejszej płycie Springsteena, Nebraska.
Mimo że utwór nie został wydany jako singel, był emitowany na antenach stacji radiowych grających AOR, a także dość regularnie wykonywany podczas koncertów w ramach Born in the U.S.A. Tour.